# Borgsum
Borgsum (dansk/tysk) eller Borigsem (nordfrisisk) er en landsby og kommune beliggende i den sydlige del af øen Før i Nordfrisland (Sydslesvig). Administrativt hører kommunen under Nordfrislands kreds i delstaten Slesvig-Holsten. 
Borgsum er første gang nævnt 1462. Stednavnet betyder By ved borgen og henviser til den cirka 10 meter høje ringborg Lembeksborg fra vikingetiden. Byens anden seværdighed er byens vindmølle, som i 1991 blev ny bygget efter historiske tegninger af dens forgængermølle fra 1894. Ligesom i mange andre nordfrisiske byer er gadenavnene i Borgsum nordfrisisk.
I den danske tid indtil 1864 hørte Borgsum under Vesterland-Før og dermed som kongerigsk enklave direkte til Kongeriget Danmark. I kirkelig henseende hører landsbyen under Sankt Johannes Sogn.
Kommunen samarbejder på administrativt plan med andre kommuner på Før og Amrum i Før-Amrum kommunefællesskab (Amt Föhr-Amrum).